# عبدالحسین پرویز نوایی
عبدالحسین پرویز نوایی از رؤسای سابق سازمان هواشناسی ایران قبل از انقلاب می‌باشد. او نخستین معاون وزیر جنگ و رئیس سازمان هواشناسی کشوراست که در خرداد ۱۳۵۷ از سمت خود برکنار شد.

چندی پیش وی در مصاحبه با روزنامه آفتاب یزد موضوع بارورسازی ابرها را زیر سؤال برد و گفت:
«به ضرس قاطع می‌گویم تاکنون بارورسازی ابرها در هیچ کشوری نتیجه‌ای نداشته‌است اما هنوز عده‌ای در کشور ما امیدوارند به نتیجه برسند.»

## سوابق علمی
تألیف مقالات مرتبط با هواشناسی: عبدالحسین پرویز نوایی ، سمپوزیوم آلودگی هوا ،انجمن نفت ایران ، اسفند ۱۳۵۰، ص ۱۰.

## سوابق اجرایی
عبدالحسین پرویز نوایی معاون وزیر جنگ و رئیس سازمان هواشناسی در دهه پنجاه می‌باشد. یقیناً زحمات ارزشمند آن مرحوم در ایجاد و تأسیس مرکز آموزش هواشناسی در سال‌های ابتدایی دهه ۵۰ برای آموزش نیروی انسانی بخش‌های مختلف سازمان هواشناسی شامل دیدبانی - فنی - جو بالا -هواشناسی دریایی و پیش‌بینی با حضور اساتید ارزشمندی مثل آذری - مهندس سید جمال اکبرنژادی موسوی، نوربخش، هنرکاران، قدیم خانی، محمود کارآیین و استاد هواشناسی، اردکانی از کارهای ارزشمند و قابل ستایش اوست.
از آنجاکه سال ۱۳۴۸ با دعوت از دکتر گوردون از انگلستان که با رایزنی و معرفی مهندس اردکانی انجام گرفت دوره‌های کارشناسی ارشد را با همکاری دانشگاه تهران عملیاتی و اجرایی کردند. پس از انقلاب، قائمی مدیریت مرکز آموزش هواشناسی را دوباره راه‌اندازی و عملیاتی کرد.

## مرگ
پرویز نوایی بر اثر کهولت سن و احتمالاً بیماری کرونا در تاریخ ۹ آذرماه سال ۱۳۹۹ درگذشت. روابط عمومی سازمان هواشناسی کشور با صدور پیامی درگذشت ایشان را تسلیت گفت.